# Anny Katan-Rosenberg
Pour les articles homonymes, voir Katan et Rosenberg.
Anny Katan-Rosenberg est une médecin et psychanalyste américaine d'origine autrichienne, née le 1er mai 1898 à Vienne (Autriche) et morte le 24 décembre 1992 à Cleveland (Ohio). Spécialiste de l'analyse des enfants et proche d'Anna Freud, elle s'exile aux États-Unis après la guerre et crée un centre de recherche au sein du Hanna Perkins Center for Child Development à Cleveland.

## Biographie
Anny Angel-Katan est la fille de Ludwig Rosenberg, pédiatre, avec lequel Sigmund Freud jouait régulièrement au tarot.)  Elle a connu Anna Freud dans son enfance, sans être particulièrement liée à celle-ci du fait de leur différence d'âge, mais Anna Freud sera son analyste. Elle est aussi liée à la fille d'Oscar Rie, Marianne Kris-Rie, avec laquelle elle fait ses études de médecine. Elle obtient sa maturité en 1917, puis s'inscrit à la faculté de médecin de l'université de Vienne, où elle obtient son diplôme de médecin en 1923. Elle épouse en premières noces en 1926 Otto Angel, avec qui elle a un fils, Klaus Angel qui deviendra à son tour psychanalyste. Elle se forme à la psychanalyse avec Max Eitingon à Berlin, Theodor Reik et de Wilhelm Reich. Elle devient membre du Parti communiste d'Autriche (KPÖ) en 1934.
Dans les années 1930, elle épouse Maurits Katan, psychanalyste néerlandais venu à Vienne faire une analyse avec Freud. Elle s'installe en 1936 avec son mari et son fils aux Pays-Bas, en raison de la montée du nazisme, tout en revenant à plusieurs reprises pour aider des psychanalystes à fuir, notamment Margaret Mahler. Sa fille naît en 1939. Durant la Seconde Guerre mondiale, sa fille et elle prennent une fausse identité, tandis que son mari et son fils vivent cachés.
Anny Katan-Rosenberg, son mari et leurs deux enfants s'installent après la guerre à Cleveland, aux États-Unis, où elle s'investit dans le développement d'un centre de thérapie pédiatrique au sein de l'actuel Hanna Perkins Center for Child Development, inspiré par le modèle de la Hampstead Clinic d'Anna Freud. aux États-Unis, elle milite en faveur de l'analyse laïque, c'est-à-dire la pratique de l'analyse par des psychanalystes n'ayant pas une formation médicale préalable, à une époque où l'American Psychoanalytic Association souhaite réserver l'accès professionnel du métier aux médecins.

## Publications
- Aus der Analyse einer Bettnässerin. Z psa Päd 8, 1934, 216-228 [From the analysis of a bed wetter. Psa Quart 4, 1935, 120-134]
- Einige Bemerkungen über Optimismus., IZP 20, 1934, 191-199
- Die Rolle der "Verschiebung" bei der Straßenangst., IZP 23, 1937, 376-392 [The role of "displacement" in agoraphobia. IJP 32, 1951, 41-50]
- Experiences with enuretics., Psa Study Child 2, 1946, 241-255
- The nursery school as a diagnostic help to the child guidance clinic., Psa study child 14, 1959, 250-264
- Distortions of the phallic phase. Psa Study Child 15, 1960, 208-214
- Some thoughts about the role of verbalization in early childhood., Psa study child 16, 1961, 184-189
- The infant's first reaction to strangers. Distress or anxiety?, IJP 53, 1972, 501-503
- Children who were raped., Psa Study Child 28, 1973, 208-224
- (und Robert A. Furman) (Hg.) The Therapeutic Nursery School. A Contribution to the Study and Treatment of Emotional Disturbances in Young Children., New York 1969.